# Anon Samakorn
Anon Samakorn (thailändisch อนนต์ สมากร, * 13. Juli 1998 in Samut Sakhon), auch als Boat bekannt, ist ein thailändischer Fußballspieler.

## Karriere

### Verein
Anon Samakorn erlernte das Fußballspielen in der Jugendakademie von Leicester City in England sowie Oud-Heverlee Löwen in Belgien. In Belgien unterschrieb er 2018 auch seinen ersten Vertrag und gehörte zum Kader der Reservemannschaft. Mitte 2018 wurde er nach Thailand zum Erstligisten Port FC nach Bangkok ausgeliehen. Nach Beendigung der Leihe wurde er von Port fest verpflichtet. 2019 stand er mit Port im Finale des FA Cup, dass Port mit 1:0 gegen den Erstligisten Ratchaburi Mitr Phol aus Ratchaburi gewann. 2020 verließ er Port und schloss sich dem Ligakonkurrenten Nakhon Ratchasima FC aus Nakhon Ratchasima an. Zu Beginn der Saison 2021/22 wurde er an den Ligakonkurrenten Police Tero FC ausgeliehen. Für Police absolvierte er sechs Erstligaspiele. Nach Vertragsende in Nakhon Ratchasima wechselte er im Juli 2022 zum Zweitligisten Kasetsart FC nach Bangkok. Am Ende der Saison 2023/24 belegte er mit Kasetsart den 16. Tabellenplatz und musste somit in die dritte Liga absteigen. Nach dem Abstieg verließ er im Sommer 2024 den Verein und schloss sich dem Zweitligisten Chiangmai United FC an. Nach drei Ligaspielen wurde sein Vertrag in Chiangmai Ende Dezember 2024 nicht verlängert.

### Nationalmannschaft
Seit 2019 spielt Anon Samakorn für die  U-23-Nationalmannschaft von Thailand. Bisher absolvierte er drei Spiele.

## Erfolge
Port FC
- Thailändischer Pokalsieger: 2019